# Bagali
Bagali ist ein ca. 3.500 Einwohner zählendes Dorf im Gemeindebezirk (taluk) von Harpanahalli im Distrikt Davanagere im südwestindischen Bundesstaat Karnataka. Der Ort verfügt über einen interessanten mittelalterlichen Tempel.

## Lage
Bagali liegt nahe dem geografischen Zentrum Karnatakas in einer Höhe von ca. 590 m ü. d. M.; die Distriktshauptstadt Davanagere befindet sich ca. 48 km (Fahrtstrecke) südlich. Wegen der Höhenlage ist das Klima für indische Verhältnisse eher gemäßigt; Regen fällt hauptsächlich während der Monsunmonate Mai bis Oktober.

## Bevölkerung
Ca. 95 % der mehrheitlich Kannada sprechenden Bevölkerung sind Hindus und etwa 5 % sind Moslems; andere Religionen sind in den ländlichen Gebieten Karnatakas kaum existent. Der männliche Bevölkerungsanteil ist ca. 10 % höher als der weibliche.

## Wirtschaft
Die Einwohner von Bagali leben überwiegend als Bauern, Handwerker, Kleinhändler und Kleindienstleister bzw. Tagelöhner. Auf den Feldern der Umgebung werden hauptsächlich Weizen, Linsen und Kichererbsen angebaut, aber auch Kokospalmen spielen eine wichtige Rolle im Wirtschaftsleben der Region.

## Geschichte
Bagali gehörte zum Rashtrakuta-, später dann zum Chalukya- und Hoysala-Reich. Im 15. und in der ersten Hälfte des 16. Jahrhunderts war die Gegend Teil des Vijayanagar-Reiches, im Jahr 1690 kam sie unter die Kontrolle des Fürstenstaates von Mysore, dessen Herrschaft jedoch in der zweiten Hälfte des 18. Jahrhunderts durch Hyder Ali (reg. 1761–1782) und seinen Sohn Tipu Sultan (reg. 1782–1799) unterbrochen wurde. Danach spielten die Briten bis zur Unabhängigkeit (1947) die dominierende militärische und wirtschaftliche Rolle in Südindien.

## Sehenswürdigkeiten

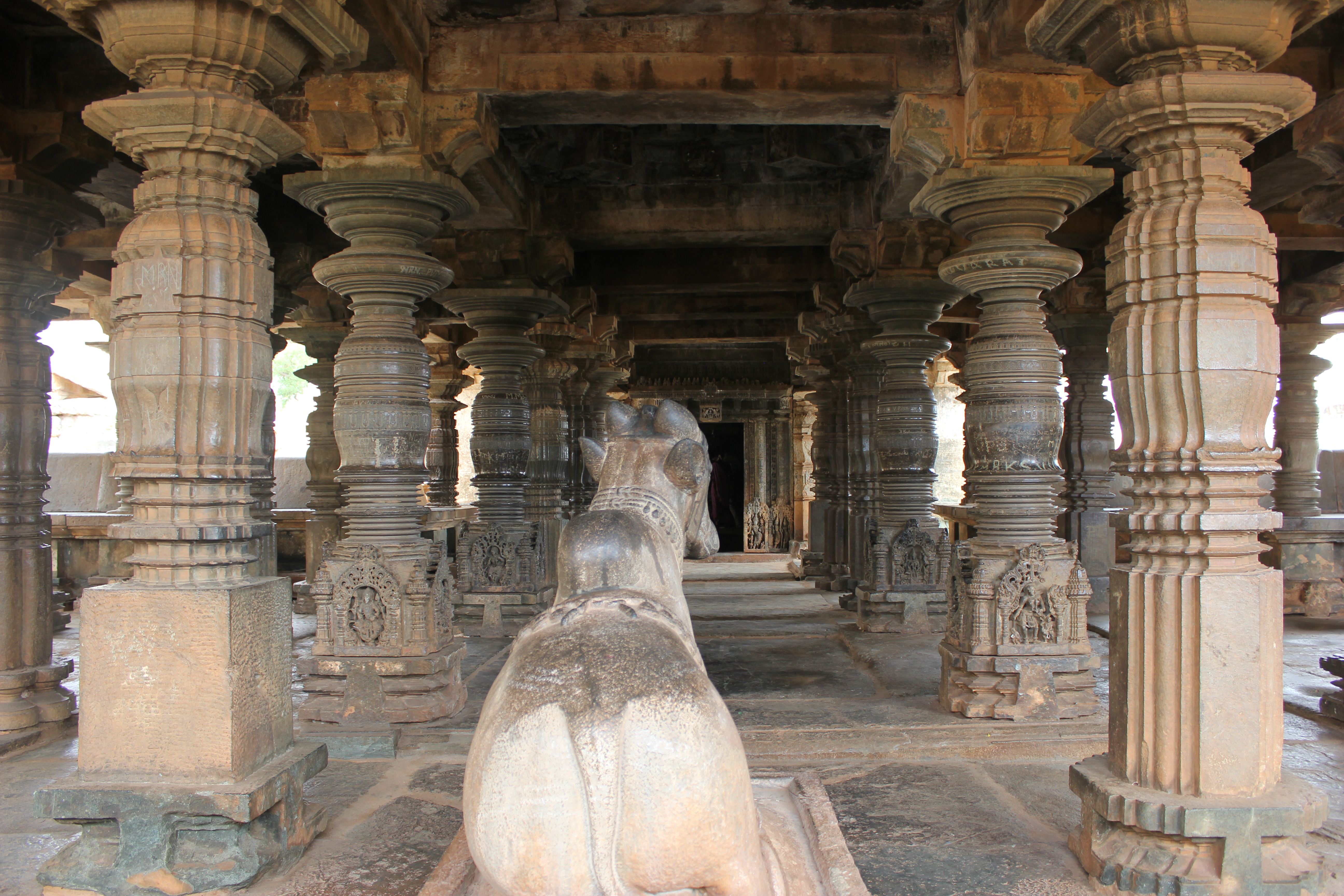
Vorhalle (mandapa) des Kalleshvara-Tempels

- Der wahrscheinlich bereits unter der Rashtrakuta-Dynastie im 9. Jahrhundert erbaute und dem Hindu-Gott Shiva geweihte Kalleshvara-Tempel ist ein herausragender Bau in der ansonsten mit historischen Tempeln reichlich ausgestatteten Region Karnataka. In den nachfolgenden Jahrhunderten wurde der Tempel unter den Chalukyas und Hoysalas ergänzt und umgestaltet. Die von einem neueren Turm (vimana) überhöhte Cella (garbhagriha) und eine kleine geschlossene Vorhalle (mandapa oder antarala) sind die ältesten Teile des Tempels; später kam eine große offene Vorhalle (sabhamandapa) mit zahlreichen gedrechselten und beschnitzten Specksteinsäulen hinzu. In beiden Vorhallen befindet sich eine ruhende Nandi-Skulptur, die exakt auf den Shiva-Lingam der Cella hin orientiert sind. Das reich ornamentierte und im unteren Teil von Wächterfiguren (dvarapalas) gesäumte Portal der geschlossenen Vorhalle gehört zu den frühen Meisterleistungen südindischer Bildhauerkunst; unmittelbar oberhalb des Eingangs befindet sich eine Darstellung von gajalakshmi. Während die Außenwände des Tempels zwar eine Gliederung aufweisen, beschränkt sich der Skulpturenschmuck auf recht primitiv wirkende erotische Darstellungen.
- Im ummauerten Tempelbezirk stehen weitere kleine Schreine; außerdem wurden hier mehrere mittelalterliche Inschriftstelen aufgestellt. Außerhalb der Mauer erhebt sich ein ca. 4,5 m hoher Siegespfeiler.

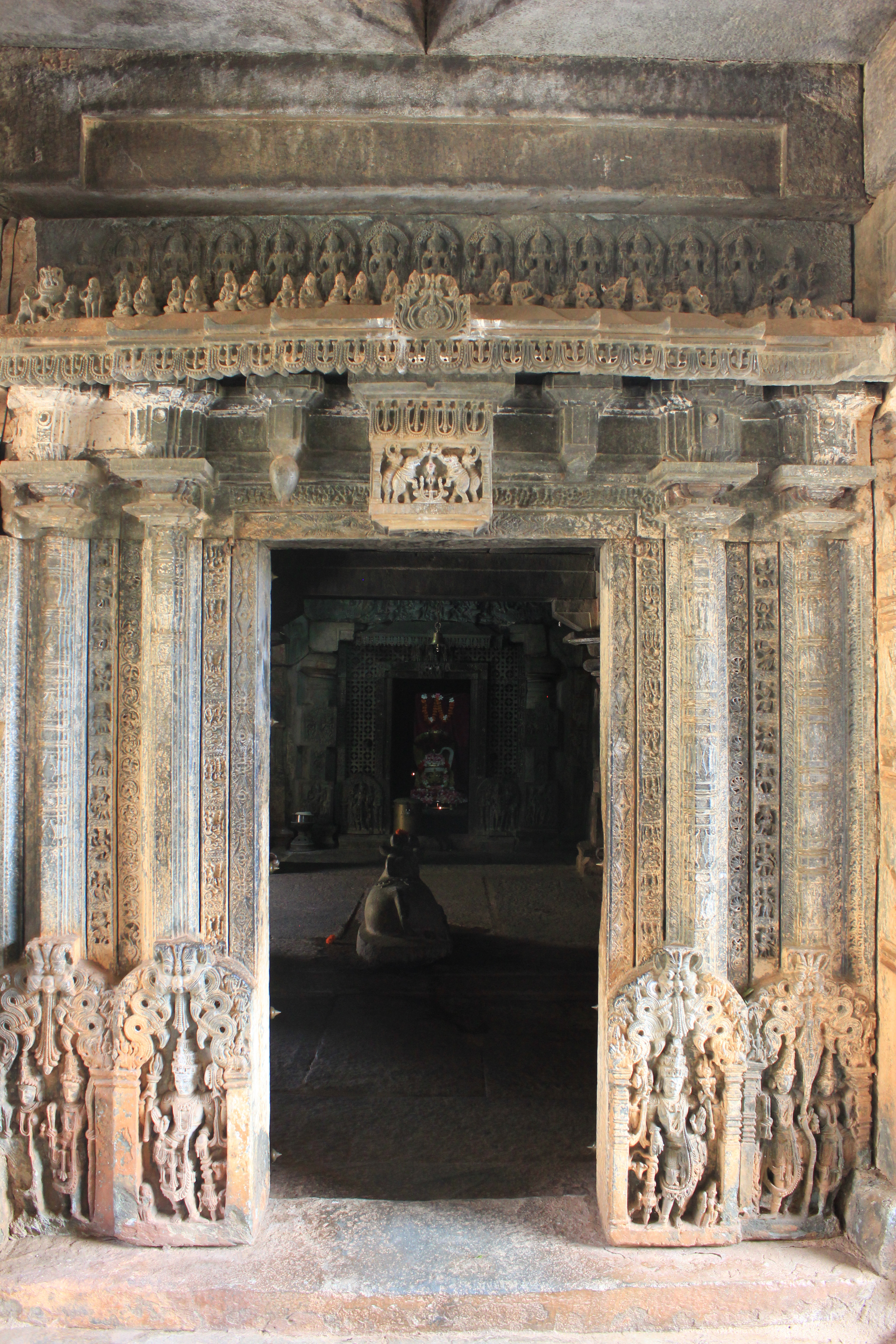
Portal der geschlossenen Vorhalle
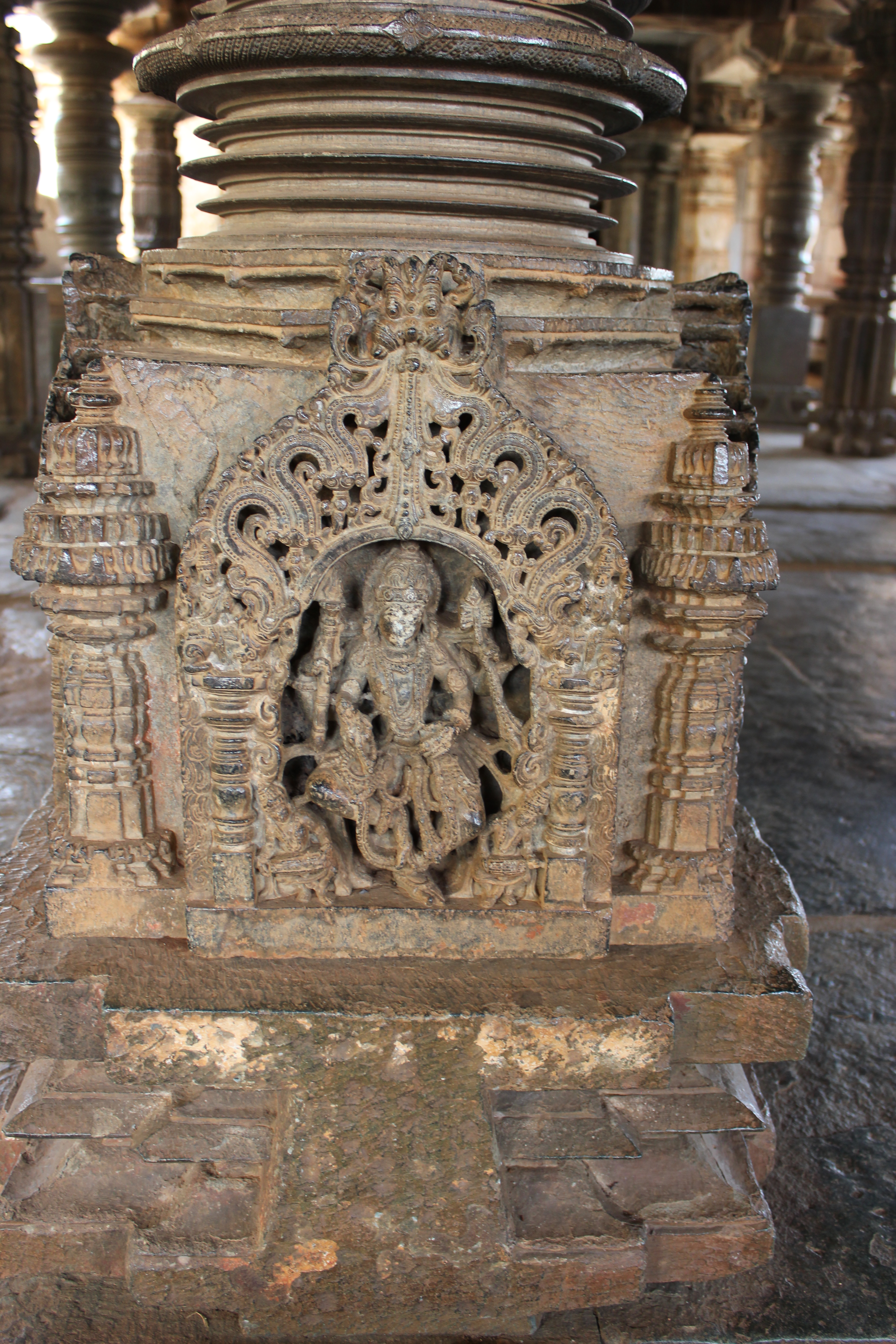
Sockelrelief einer Säule in der Vorhalle
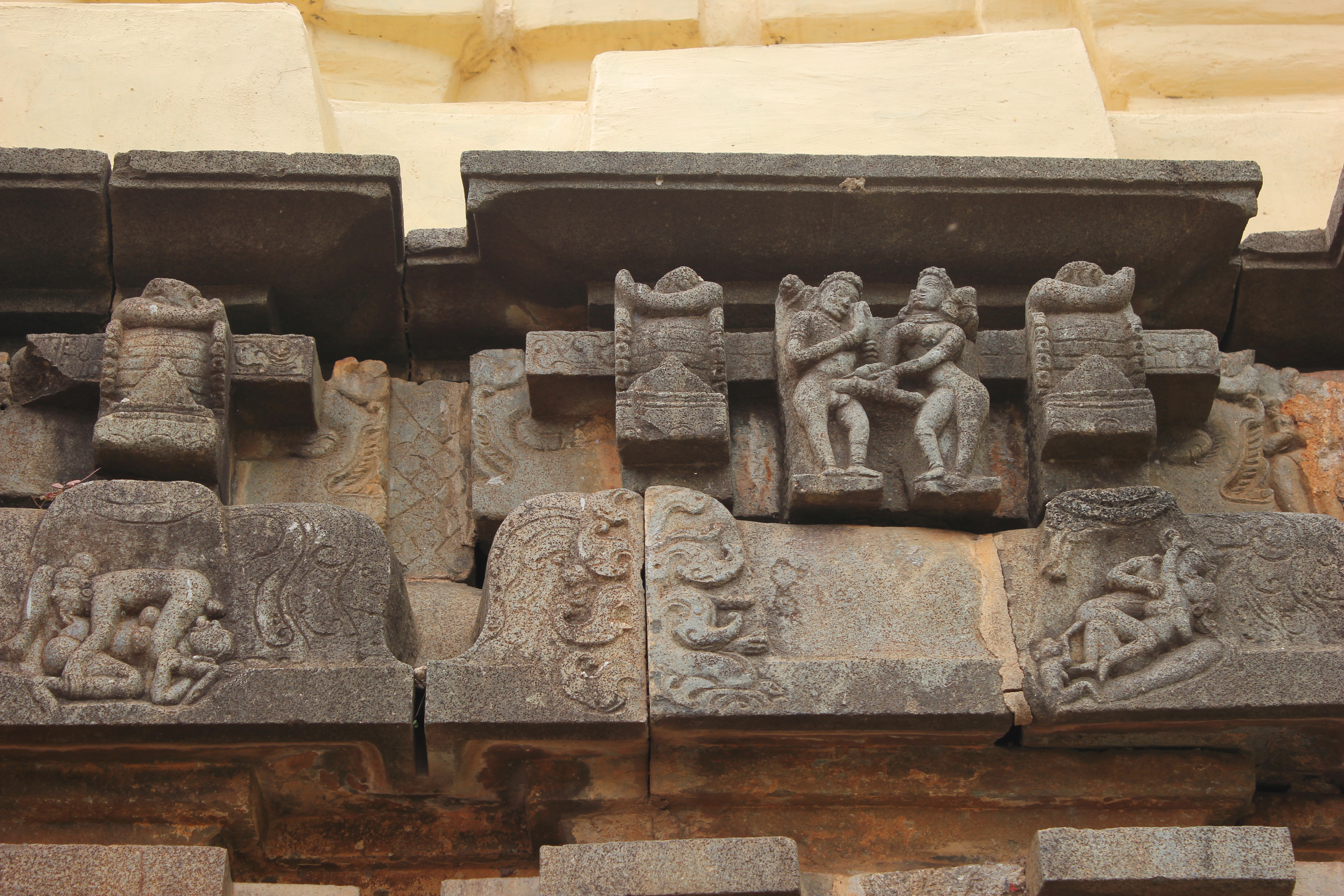
Erotische Darstellungen an der Außenwand der Cella
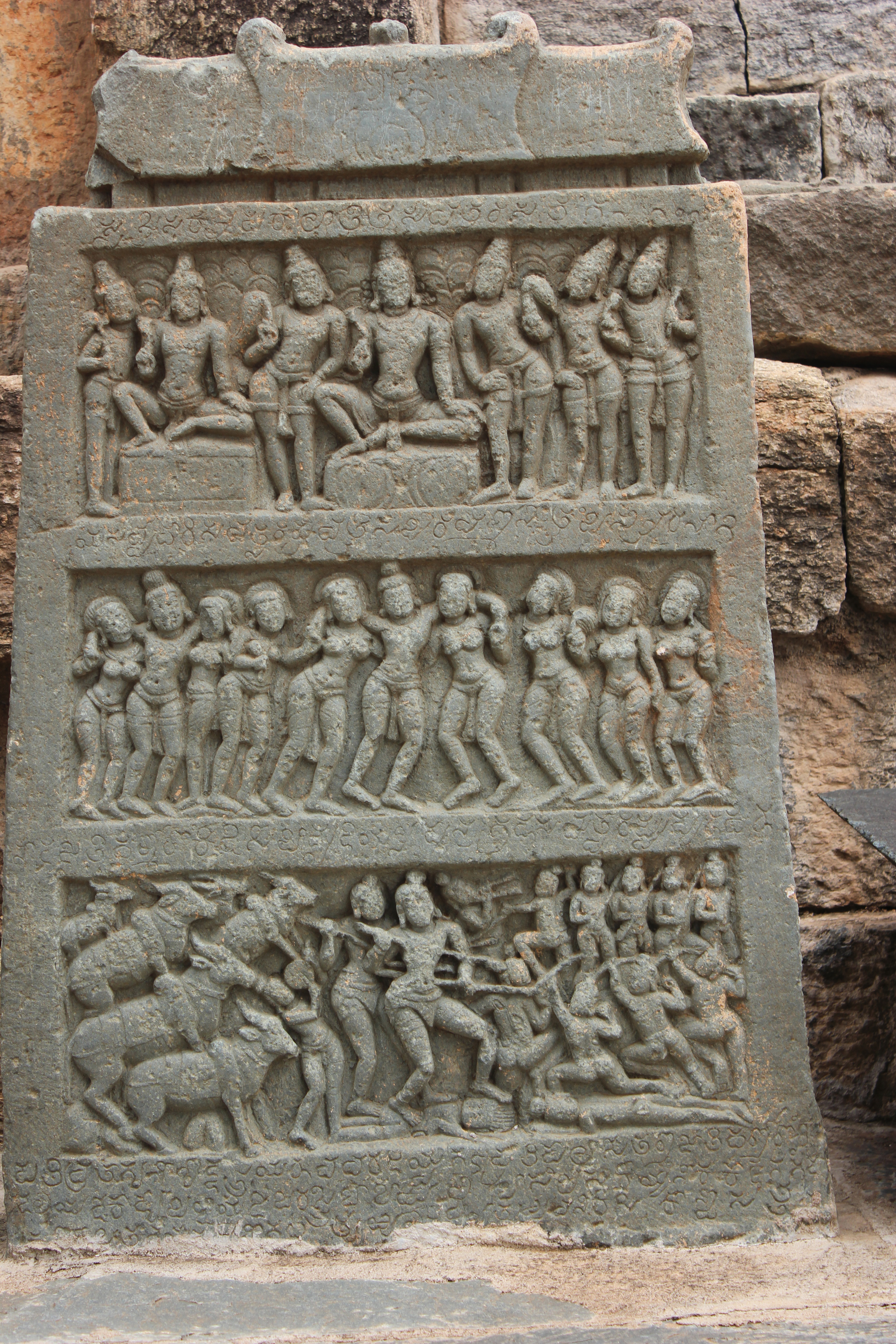
Stele (hero stone) mit Darstellung kämpfender Kuhhirten (unten)